# Wasserfall (Rakete)

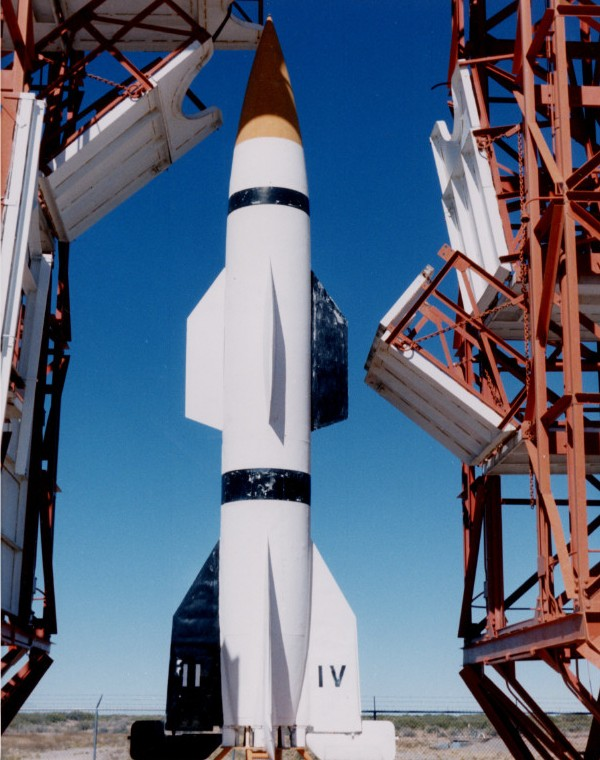
US-Replik einer Wasserfall, „Hermes A1“

Wasserfall war der Name einer deutschen Flüssigkeitsrakete, die als Flugabwehrrakete ab 1943 entwickelt wurde. Ab 1944 fanden etwa 40 Probeflüge statt. Die Rakete sollte zur Unterstützung von Flak-Batterien gegen hochfliegende Bomber bis zu einer Entfernung von 48 km dienen. Nach dem Krieg war sie eine der Grundlagen zur Entwicklung der ersten amerikanischen und sowjetischen Flugabwehrraketen.

## Hintergrund

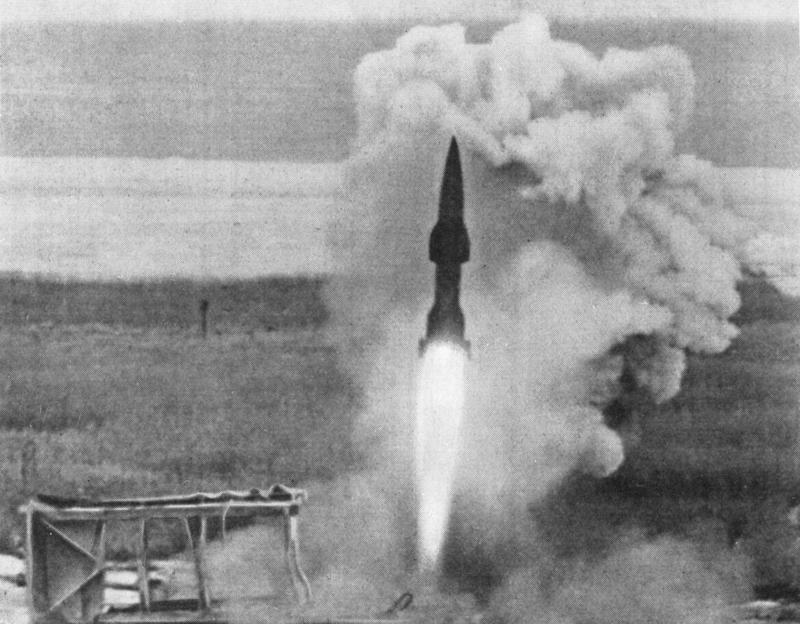
Start einer Wasserfall von der „Startstelle Strand“ beim Prüfstand IX in Peenemünde, Herbst 1944

Bereits Ende 1942 begann sich die alliierte Luftüberlegenheit abzuzeichnen. Viele deutsche Piloten kamen in der Luftschlacht um England um oder wurden gefangen genommen. Gegen die in großen Höhen einfliegenden viermotorigen Bomber waren besonders die einmotorigen Jagdflugzeuge Bf 109 und Fw 190 wenig effektiv, da deren Flugmotoren oberhalb der Volldruckhöhe nicht ausreichend leistungsfähig waren. In den Entwicklungsbüros wurde daher von der „Kolbenmotorkrise“ gesprochen. Die Motoren waren hochgezüchtete Weiterentwicklungen, die besonders beim Betrieb mit Verfahren zur kurzzeitigen Leistungssteigerung wie der Einspritzung von Lachgas (GM-1) oder eines Methanol-Wasser-Gemisches (MW-50) lediglich etwa 50 Stunden zuverlässig funktionierten. Der Bedarf an qualitativ hochwertigem Stahl, der zu den knappen Ressourcen gehörte, konnte im Verlauf des Krieges immer weniger gedeckt werden. Zudem gab es zu wenig hochoktaniges Flugbenzin, das für leistungsfähige Motoren nötig ist.
Das Ziel der Luftabwehr ist es, Schaden vom zu verteidigenden Ziel abzuwenden. Dies kann geschehen, indem der Angreifer unschädlich gemacht oder zum Ausweichen gezwungen wird und so die Trefferquote herabgesetzt wird. Ein Ausweichen in größere Flughöhen bedeutet dabei eine Reduktion der Bombenlast und eine Verringerung der Trefferwahrscheinlichkeit. Die genannten Gesichtspunkte machten einen ferngelenkten oder rechnergesteuerten Lenkflugkörper zu einer naheliegenden und realistischen Problemlösung. Im Deutschen Reich waren in der V-Waffen-Entwicklung, bei Torpedos und Raketentriebwerken bereits entsprechende Erfolge erzielt worden, um eine Rakete realisieren zu können.
Die Entwicklung der Wasserfall-Rakete, wie auch der anderen Flugabwehr-Raketenprojekte (Schmetterling, Enzian – beides mit Flügeln versehene Projekte für den Unterschallbereich – und Rheintochter) wurde im Rahmen des Vesuv-Programms durchgeführt. Die entsprechenden Projekte wurden zwischen 1940 und 1945 insgesamt zwölfmal begonnen und wieder gestrichen.

## Anforderungen
- Die Rakete muss mit hoher Geschwindigkeit auf einen Bomberverband abgefeuert werden. Eine hohe Geschwindigkeit führt bei vornehmlich senkrechtem Start zu einer großen Zielhöhe und einer schlechten Bekämpfbarkeit.
- Da ein direkter Treffer relativ unwahrscheinlich ist, muss eine Splitterbombe mit ausreichendem Explosionsradius im Gefechtskopf zur Explosion gebracht werden und durch Schrapnelle möglichst viele Feindflugzeuge beschädigen.
- Dazu muss der Flugkörper eine gut voraussagbare Durchschnittsgeschwindigkeit haben; ohne diese ist eine Vorausberechnung des Vorhaltepunktes nicht möglich.
- Die Avionik muss die Rakete auf einer möglichst geraden Flugbahn halten.
- Ein Autopilot muss das Rollen der Rakete sicher unterdrücken.
- Die Rakete muss mehrere Wochen startbereit auf ihrer Lafette stehen können, um dann im Angriffsfall abgefeuert werden zu können.
- Möglichst wenig technisches und militärisches Personal darf zur Benutzung gebunden werden, da die Rakete unter Umständen wochenlang ungenutzt herumsteht.
- Eine minimale Vorwarnzeit muss ausreichen, um Rakete, Feuerleitstellung und Startvorrichtung in Bereitschaft zu versetzen.
- Von nicht geringer Relevanz ist, dass die Rakete in Sektionen gefertigt werden kann, die zum Teil von handwerklichen Kleinbetrieben in ausreichender Präzision ausgeführt werden können, ohne dass der jeweilige Betrieb Kenntnis über die genaue Verwendung der einzelnen Bestandteile haben muss, um die Spionage zu erschweren (Need-to-know-Prinzip).

## Realisierung

### Antrieb
Von vornherein ausgeschlossen waren die Walter-Antriebe (z. B. Walter HWK 109-509 der Me 163), Feststofftriebwerke sowie die mit Flüssigsauerstoff arbeitenden Flüssigkeitsraketentriebwerke, da diese nicht für eine startbereit auf einer Lafette ruhenden Rakete geeignet waren. Die beiden Komponenten des Walter-Antriebs (T-Stoff mit 80 % Wasserstoffperoxid und C-Stoff mit unter anderem 30 % Hydrazinhydrat) waren in ihrer Handhabung höchst kritisch und daher schlecht enttankbar. Zudem zersetzte vor allem das Wasserstoffperoxid sehr schnell alle bis dahin bekannten Anlagen. Edelstähle wiederum waren für eine „Wegwerf-Waffe“ zu ressourcenkritisch. Feststoffraketen zeigen bei langer Lagerung eine Veränderung des Abbrandverhaltens. Verdichtet sich das Treibmittel, so brennt es zu rasant ab und der steigende Druck in der Brennkammer zersprengt die Rakete im Flug. Der bei der V2-Rakete eingesetzte Flüssigsauerstoff ist ein schwierig handhabbarer Stoff, da er schnell verdampft und explosive Gemische bildet. Zudem war es praktisch unmöglich, eine Rakete unter Gefechtsbedingungen – etwa bei einem anfliegenden Bomberschwarm – mit dem Treibstoff Ethanol zu betanken, da dieser nach dem Eintanken erst retemperiert werden musste. Um den Kraftstoff im Entwarnungsfall wieder abpumpen zu können, wäre eine eigene Einrichtung sowie eine Tankentlüftung an der Rakete nötig gewesen. Jedoch wäre selbst mit derartigen Einrichtungen das Abpumpen und Neubetanken nur schwer durchführbar gewesen.
Bei der Wasserfall entschloss man sich zur Verwendung eines hypergolischen Zweikomponenten-Flüssigtreibstoffs. Eine kleine Druckluftflasche sollte beim Start die Tanks mit Überdruck versorgen. Tankpendel waren unnötig, da die Rakete weder rollen (wie die Katjuscha) noch in den Horizontalflug übergehen sollte und daher immer im positiven G-Bereich bleiben würde. Als Kraftstoff wurde eine Visol- und SV-Stoff-Mischung gewählt. SV-Stoff (10 % Schwefelsäure + 90 % Salpetersäure) war in der Sprengstoffindustrie weit verbreitet und in ausreichender Menge vorhanden, Visol (Isobutylvinylether + Anilin) war auch aus der Kraftstoffdestillation (Kohle-Verflüssigung) als Nebenprodukt zu beziehen. Der damit zu erreichende Schub genügte vollkommen, um die Anforderungen zu erfüllen.

### Bauweise
Wie aktuelle Flugkörper (z. B. die Sidewinder) wurde die Wasserfall in Sektionsbauweise konstruiert. Die Fertigung der Tanksektion konnte in Handwerksbetrieben durchgeführt werden. Der Sprengkopf entsprach einer damals aktuellen Luftmine; einzig der Raketenmotor und der Flugrechner waren spionagekritisch. Um den Zusammenbau zu vereinfachen, durften keine Kabelbäume oder Seilzüge nötig sein. Das war nur dadurch erreichbar, dass jede Sektion der Waffe eine absolute Aufgabenpriorität besaß:
- Die Tanksektion enthielt die beiden Kraftstofftanks und die Druckgasflasche, die den Kraftstoffdruck im Tank selbst aufbaute. Eine Kraftstoffpumpe war nicht nötig und stellte somit auch keine Fehlerquelle dar. Die Tanksektion sollte noch vor dem Transport zum Einsatzort mit der Antriebssektion verschraubt werden (denn die Tanks mussten ja absolut dicht mit dem Motor verbunden werden).
- Die Antriebssektion enthielt den Raketenmotor. Der Schub wurde über Kraftstoffventile von einer einfachen Gravitationswaage reguliert (Gewicht an Feder). Somit war die Endgeschwindigkeit der Wasserfall selbstreguliert. Der Motor wurde so großzügig stabil ausgelegt, dass eine Brennkammer-Druckkontrolle unnötig war. Der Raketenmotor wurde nach dem Regenerativ-Kühlprinzip gebaut. Die Heckflossen hatten eine einfache, selbststeuernde Eigenschaft: die großen Leitwerksflächen wurden durch den auftreffenden Fahrtwind ausgelenkt und ragten soweit in den Triebwerksstrahl hinein, dass sie dort sofort gegensteuerten. Damit konnte die Rakete mit minimalem Aufwand auf eine fixe Beschleunigung kommen und zumindest grob geradeausfliegen. Ein Aufschaukeln der einzelnen Regulatorien gegeneinander wurde zuverlässig dadurch verhindert, dass nur wenige Stellgrößen und Regulationsträgheiten, soweit sie dem System nicht bereits eigen waren, eingefügt wurden.
- Die Steuersektion enthielt einen schlichten Kursrechner, wie er in Torpedos tausendfach Verwendung fand und daher zur Verfügung stand: ein Kreisel verhinderte das Rollen der Rakete, ein weiterer hielt sie senkrecht (oder auf dem vorberechneten Anflugwinkel). Ein mechanischer Rechner mittelte den Soll- und den Istwinkel gegeneinander aus. Es war zudem geplant, einen Infrarotsuchkopf für den Einsatz bei Nacht einzuführen. Diese Werte wären analog zur normalen Flugwinkelkontrolle in den mechanischen Soll/Ist-Rechner einspeisbar gewesen. Der Flugkurs wurde durch die vier vorderen Flügel mittels Servomotoren gesteuert.
- Der Sprengkopf war eine Kombination aus Luftmine und Splittergranate; er erhielt einen Funkempfänger, um bei Annäherung ans Ziel ferngelenkt zu explodieren, bzw. einen Zeitzünder, um sich beim Versagen der regulären Zündmechanismen selbst zu zerstören (Einsatz über bewohntem Gebiet/Gegenspionage). Auch waren magnetische Annäherungszünder, Infrarotsensoren und akustische Suchköpfe (analog selbstsuchender Torpedo „Zaunkönig“) in Erprobung.

Diese scharfe Trennung der Aufgaben sollte bewirken, dass die Wasserfall schnell, einfach und dabei fehlerfrei am Einsatzort montierbar war. Die Zerlegbarkeit erleichterte den Transport sowie die Lagerung in Luftschutzbauten und den Zusammenbau ohne Kran oder Hubeinrichtung etc.
Die Sektionsbauweise bot der Waffe gute Weiterentwicklungsoptionen, denn solange Schwerpunkt und Gesamtmasse gleich blieben, konnte jede einzelne Sektion unabhängig von den anderen in Bezug auf deren Wirtschaftlichkeit in Fertigung und Einsatz sowie hinsichtlich einer Kampfwertsteigerung weiter verbessert werden. Personal, technisches Gerät, Test-Aufbauten für eine Abstimmung der einzelnen Komponenten aufeinander sollte unnötig sein und gleichzeitig die Flugeigenschaften immer konstant und voraussagbar ausfallen.

## Startablauf
Die Wasserfall war dafür ausgelegt, bei Bedarf wochenlang wartungsfrei und startbereit auf der Lafette zu stehen. Vor einem Start musste sie dann nur noch von der Tarnung befreit und aktiviert werden. Dazu wurden, ähnlich einem Torpedo, zunächst die Kreisel gestartet und auf Nullwert kalibriert. Anschließend wurden die Tanks unter Druck gesetzt (zuerst das Visol, dann das SV) und die Dichtigkeit überprüft. Da die Rakete immer senkrecht gestartet wurde, musste nun der Zielanflugwinkel im Kursrechner programmiert werden. Dazu war die genaue Kenntnis von Position und Flugrichtung der anvisierten Bomber wichtig. Dies waren allerdings Aufklärungsdaten, die nach der Landung der Alliierten in der Normandie nicht mehr lückenlos zur Verfügung standen, was die gesamte Bomberabwehr beeinträchtigte. Wenn Bomber und vorausberechneter Zielvektor sich überschnitten, wurde der Sprengkopf entsichert und die Waffe abgefeuert. Bei der Annäherung an das Ziel erkannte die Rakete eine Änderung des Magnetfelds und zündete den Sprengkopf.

## Entwicklungsgeschichte

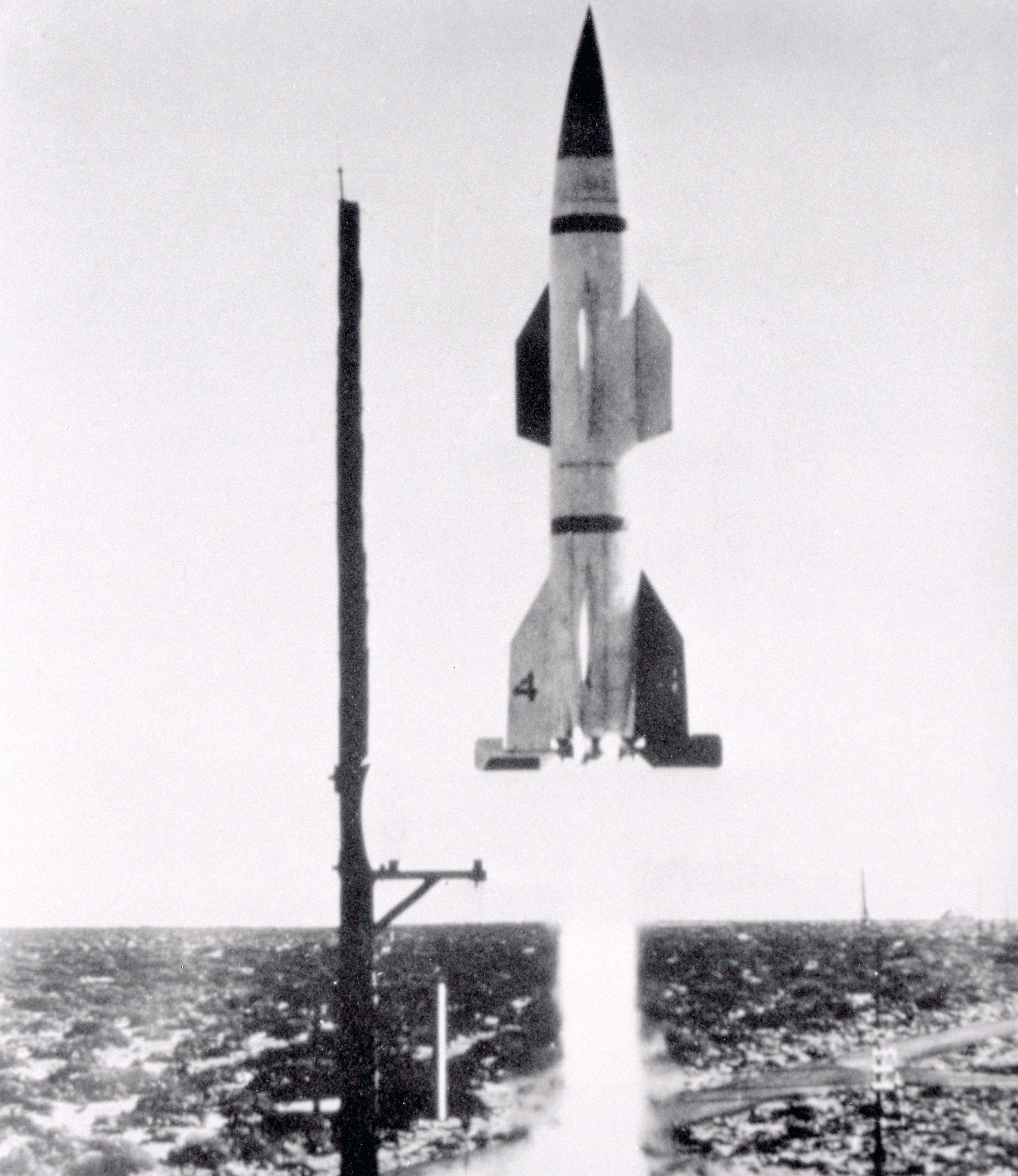
Hermes-A1 (US-amerikanischer Nachbau der Wasserfall-Rakete)

In der Erprobungsstelle der Luftwaffe „Peenemünde-West“ erfolgte die Erprobung der Rakete unter der Federführung von Walter Thiel. Die ersten Modellversuche ab März 1943 verliefen vielversprechend. Durch Thiels Tod bei dem Angriff der britischen Luftwaffe (Operation Hydra) auf die Heeresversuchsanstalt und die Erprobungsstelle Mitte August 1943 wurde das Projekt um Monate zurückgeworfen. Der erste Start am 8. Januar 1944 misslang. Die Rakete durchbrach die Schallmauer nicht und erreichte so nur eine Gipfelhöhe von etwa 7000 m. Dieses Fehlverhalten von Rakete und Steuerung war jedoch vorausgesehen worden; als Resultat flossen neue Ideen in den nächsten Prototypen ein. Der erste erfolgreiche Start fand am 29. Februar 1944 statt. Die Rakete erreichte eine Geschwindigkeit von 2772 km/h in vertikaler Fluglage, und bei 20 km Höhe war der Kraftstoff verbraucht.
Bis zum Kriegsende wurden 50 Prototypen gebaut, mit denen Flug- und vor allem Steuerstudien durchgeführt wurden. 40 Probestarts sind dokumentiert. 
Laut dem VDI-Direktor und Mitarbeiter in den Jahren 1944/45 in Peenemünde/Karlshagen Heinrich Grünewald, zeigten Modellversuche am Boden, das auf Grund der möglichen Sprengstoff-Nutzlast gegen Flugzeugpulks so gut wie nichts ausgerichtet werden konnte. Bei der Bekämpfung von Einzelzielen stand der Aufwand in keinem vertretbaren Verhältnis zum möglichen Erfolg.
Ende Februar 1945 wurde die Fertigung zugunsten der V2-Rakete eingestellt.

## Nach dem Krieg
Mit dem Unternehmen Einhorn gelang es den USA, die Pläne und Modelle zu erbeuten und deutsche Wissenschaftler im Rahmen der Operation Paperclip zu verpflichten. Nach dem Krieg wurden in den USA zu Erprobungszwecken Kopien der Wasserfall-Rakete unter der Bezeichnung Hermes-A1 getestet.
Die Sowjetunion begann die Rekonstruktion im Institut Berlin und führte sie nach der Aktion Ossawakim mit Prototypen der R-101 und R-108 in Podlipki und Gorodomlija weiter. Auf Basis des Projekts R-113 wurden durch die deutschen Spezialisten Josef Eitzenberger, Werner Buschbeck und Heinrich Wilhelmi im NII-885 in Monino Grundlagen gelegt für die Flugabwehrraketen S-25 Berkut und deren Nachfolger S-75, die 1960 den amerikanischen Piloten Gary Powers mit dem Spionageflugzeug U-2 in der Nähe von Swerdlowsk in einer zuvor unerreichten Flughöhe von 20,0 km abschoss.

## Technische Daten
- Erststart: 29. April 1944
- Länge: 8,9 m
- Durchmesser (mit Flügeln): 2,51 m

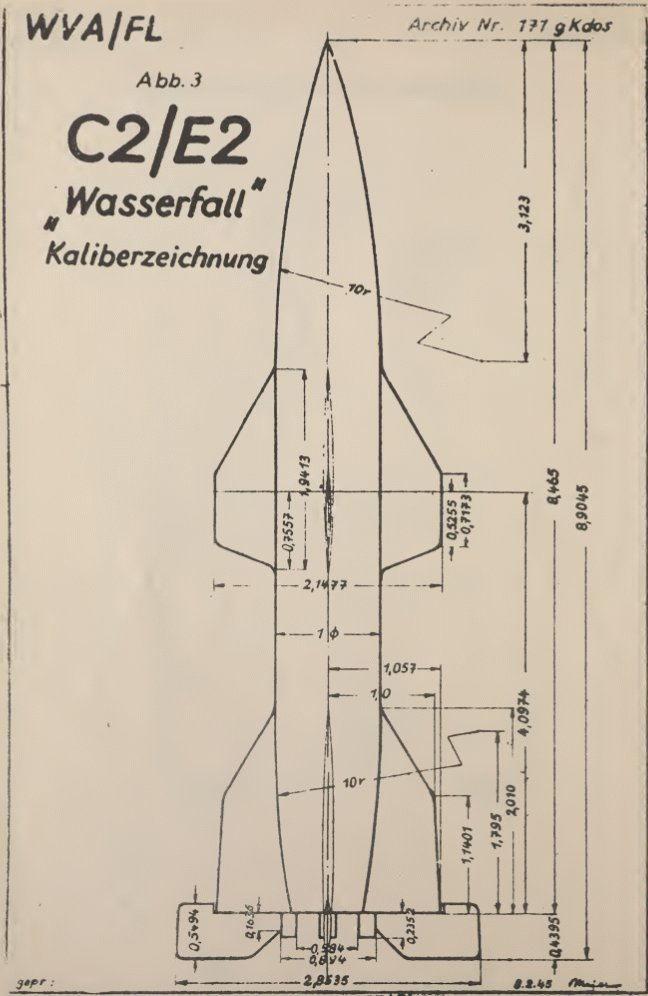
Kaliberzeichnung der „Wasserfall“-C2/E2-Rakete

- Treibstoff: 450 kg Visol + 1500 kg SV-Stoff
- Nutzlast/Sprengkopf: bis 300 kg
- Gesamtmasse: 3500 kg
- Schub: 8000 kp
- Brenndauer: max. 42 s
- Bordbatterie: 2 Kästen AFA 3 T 50/80 mit 25 V
- Höchstgeschwindigkeit (vmax): 400–800 m/s
- Gipfelhöhe: 18.000 m oder 24.000 m (?)
- Querreichweite: 26.000 m
- Besonderheiten:
  - Steuerung vom Boden aus möglich
  - Adaptives Lenksystem
  - Annäherungszünder
  - Nachgebaut in den USA als Hermes und in der Sowjetunion als R-101

## Bewertung
Die Rakete zeichnete die Entwicklung der folgenden Jahrzehnte vor, wobei die Raketen der Abwehr hochfliegender strategischer Bomberverbände dienen und Rohrwaffen wie zum Beispiel Schilka (ZSU-23-4) oder Flugabwehrkanonenpanzer Gepard dem Objektschutz gegen Tiefflieger oder Hubschrauber.
Ein Vergleich mit der V2 des V-Waffenprogramms ist nicht sinnvoll. Beide entstanden zwar in Peenemünde als deutsche Raketen im Zweiten Weltkrieg. Sie wurden jedoch von völlig eigenständigen Arbeitsgruppen entwickelt, hatten andere Zielsetzungen und nutzten andere technische Prinzipien (Antriebe, Kraftstoffe, Kursrechner etc.). Die V-Waffen-Produktion hatte jedoch von Hitler und Speer in Bezug auf Ressourcenkalkulation, Personal (incl. Zwangsarbeiterzuteilung) wie auch anderen Rahmenbedingungen den Vorzug.
Nach dem Krieg floss die Wasserfall-Technologie in die Entwicklung mehrerer Nationen ein:
- Frankreich: Eole (Rakete) und später Edelstein-Programm
- USA: Hermes A-1 und später Viking
- Ägypten: Al Kaher (Rakete)
- Sowjetunion: R101 (Rakete) und später Scud-Systeme mit R-11 und R-17

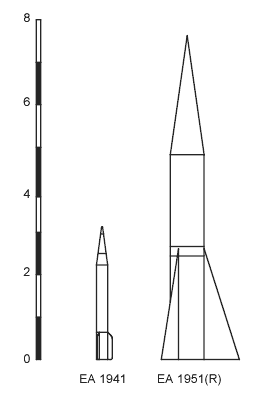
Französische EOLE
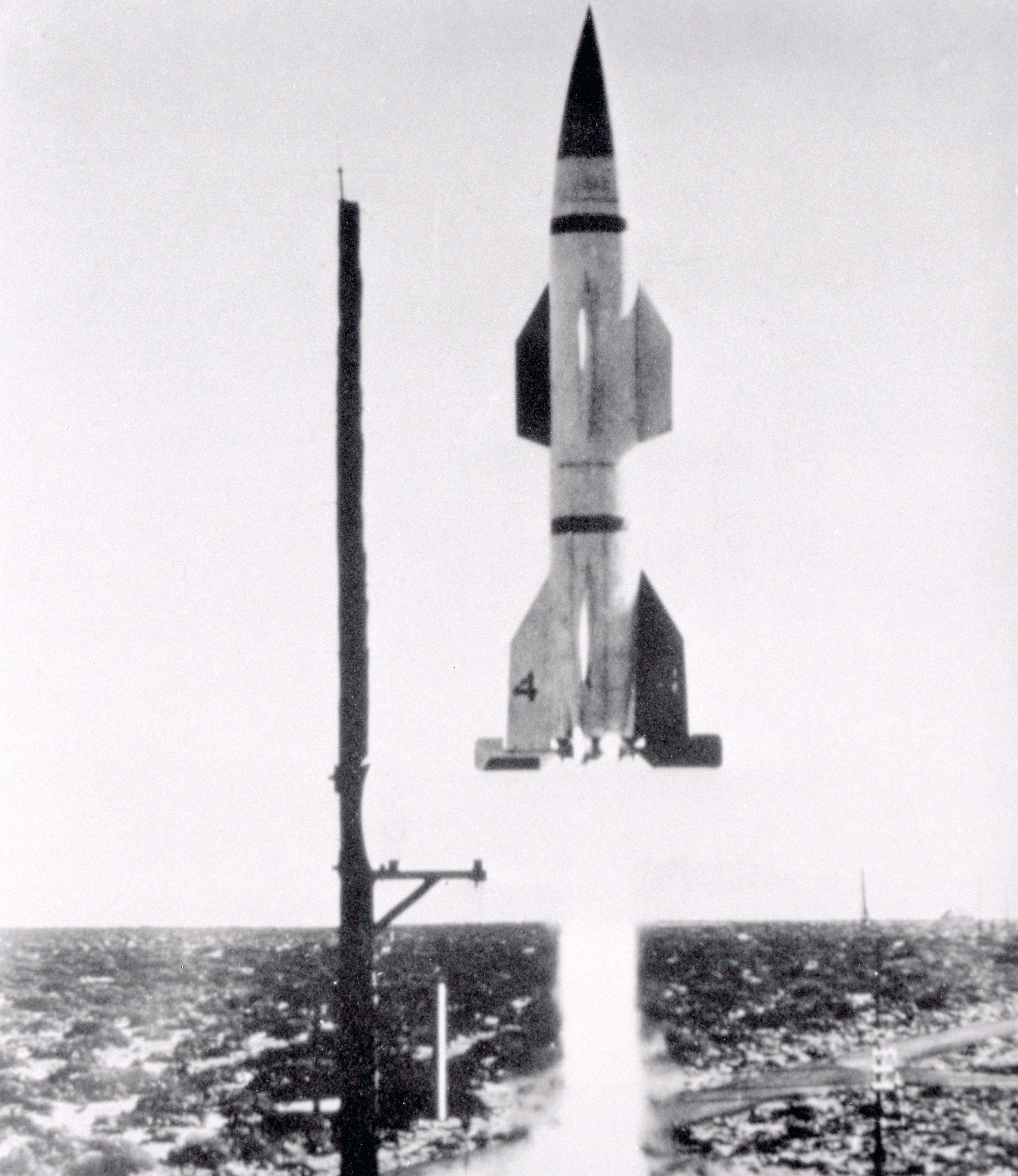
Amerikanische Hermes A-1
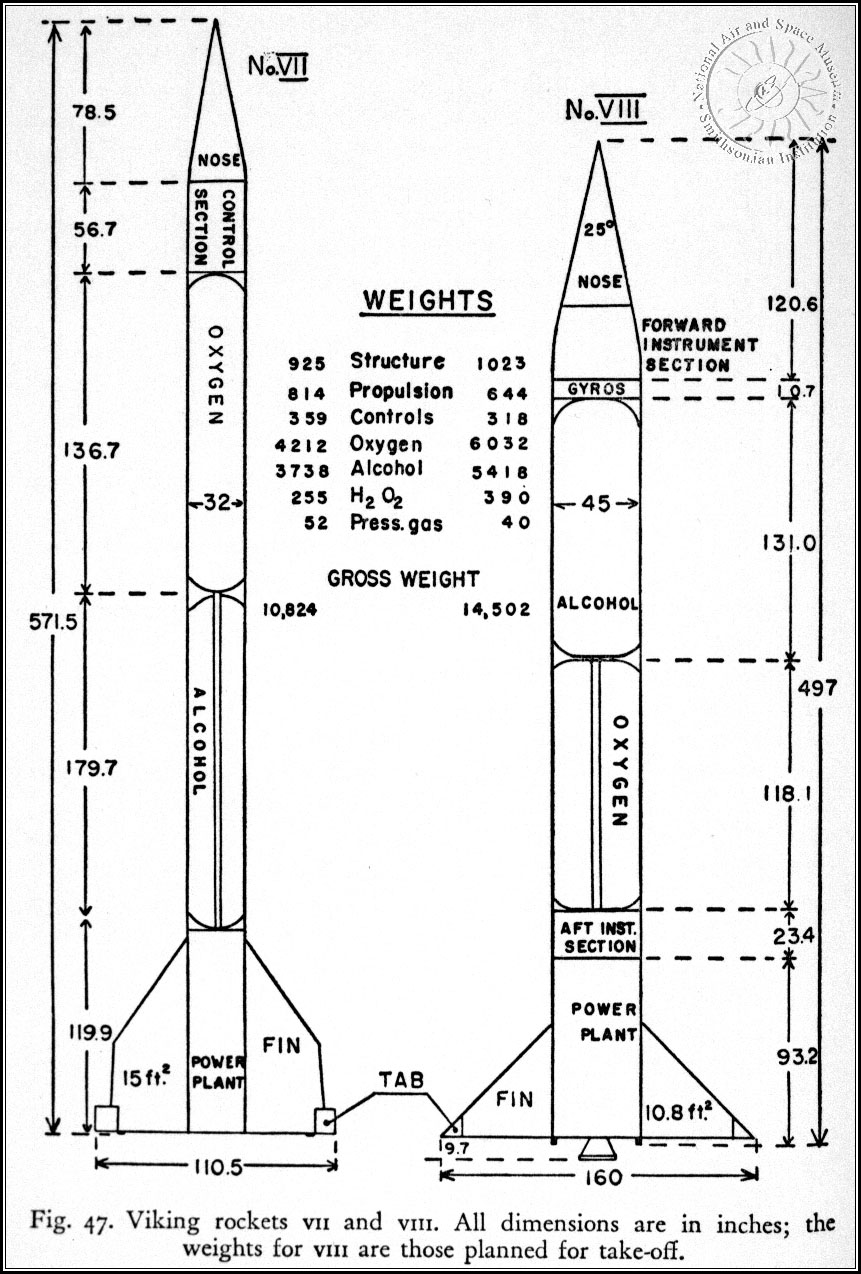
Amerikanische Viking
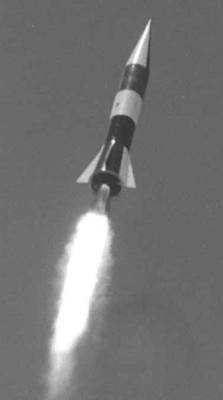
Ägyptische Al-Kaher-1
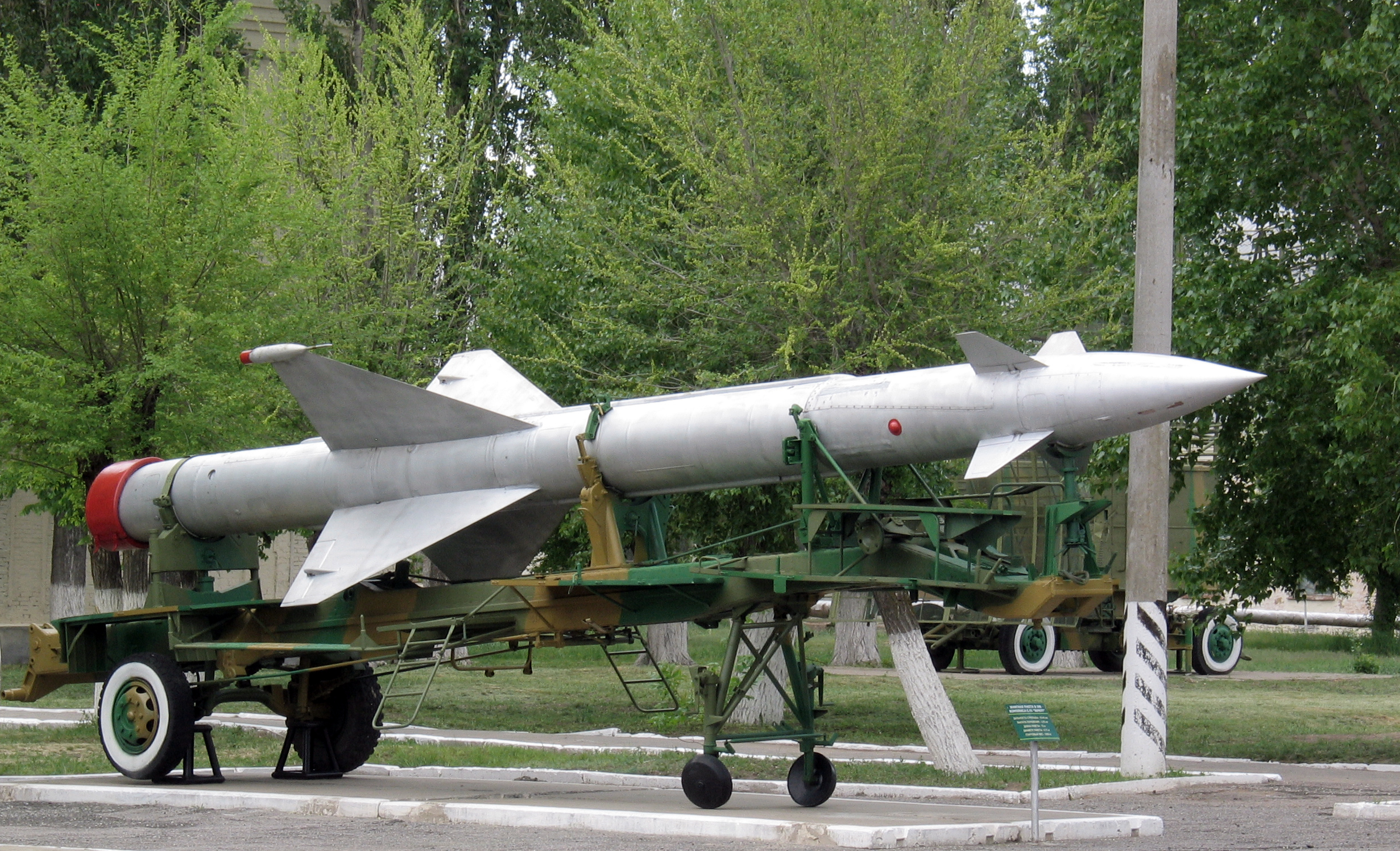
Sowjetische S-25 Berkut im Museum von Kapustin Jar